# Isaac Dugu
Isaac Bundepuun Dugu (ur. 14 kwietnia 1971 w Gboko) – nigeryjski duchowny katolicki, biskup Katsina-Ala od 2022.

## Życiorys

### Prezbiterat
Święcenia kapłańskie przyjął 21 października 2000 i został inkardynowany do diecezji Makurdi. Po czteroletnim stażu wikariuszowskim został sekretarzem ds. administracyjnych przy Katolickim Sekretariacie Nigerii, a po odbyciu studiów teologicznych w Niemczech objął funkcję kanclerza kurii. W 2012 uzyskał inkardynację do nowo utworzonej diecezji Gboko i niedługo później objął funkcję kanclerza tamtejszej kurii oraz proboszcza w Tyobo. W 2020 powrócił do Katolickiego Sekretariatu Nigerii, obejmując stanowisko dyrektora departamentu ds. akcji duszpasterskich.

### Episkopat
9 kwietnia 2022 papież Franciszek mianował go biskupem diecezji Katsina-Ala. Sakry udzielił mu 1 lipca 2022 nuncjusz apostolski w Nigerii – arcybiskup Antonio Filipazzi.